# احمد طعمه
احمد صالح طعمه الخضر نخست وزیر دولت موقت سوریه است. احمد طمعه در روز شنبه، ۲۳ شهریور در مجمع عمومی ائتلاف ملی برای انقلاب و نیروهای مخالفین سوریه، اصلی‌ترین نهاد مخالفان حکومت سوریه با بدست آوردن ۷۵ رای از ۹۷ رای ماخوذه به عنوان نخست وزیر دولت موقت انتخاب شد. او که دانش‌آموخته دانشگاه دمشق در رشته دندانپزشکی است پیش از این خطیب یکی از مساجد شهر دیرالزور بوده‌است.

## خودگردانی کردهای سوری
احمد طعمه در اعلام موضعی در قبال خودگردانی کردهای سوری گفت: «این ساختار صرفاً توسط  حزب اتحاد دموکراتیک (PYD) ایجاد شده‌است و به محض این که رژیم اسد را سرنگون کنیم عمر کوتاه خودگردانی‌های مزبور نیز به پایان می‌رسد.»